# Banderari
Nell'organizzazione sociale dei comuni del medioevo italiano, i banderari erano i borghesi, piccoli artigiani, commercianti, che avevano una loro rappresentanza all'interno del "consiglio comunale".
Ebbero parte, in alcune occasioni, in conflitti o contrapposizioni cittadine. L'esempio più eclatante è la sanguinosa vicenda che colpì Terni, allora medio comune dello Stato Pontificio, in cui alla contrapposizione fra guelfi e ghibellini si sostituirono le lotte fra le fazioni dei Nobili e dei Banderari. L'analisi di questi fatti potrebbe gettare luce su una parte della storia dei comuni dello Stato Pontificio tra la fine del Medioevo e l'inizio dell'Età Moderna.

## I Banderari a Terni prima della rivolta

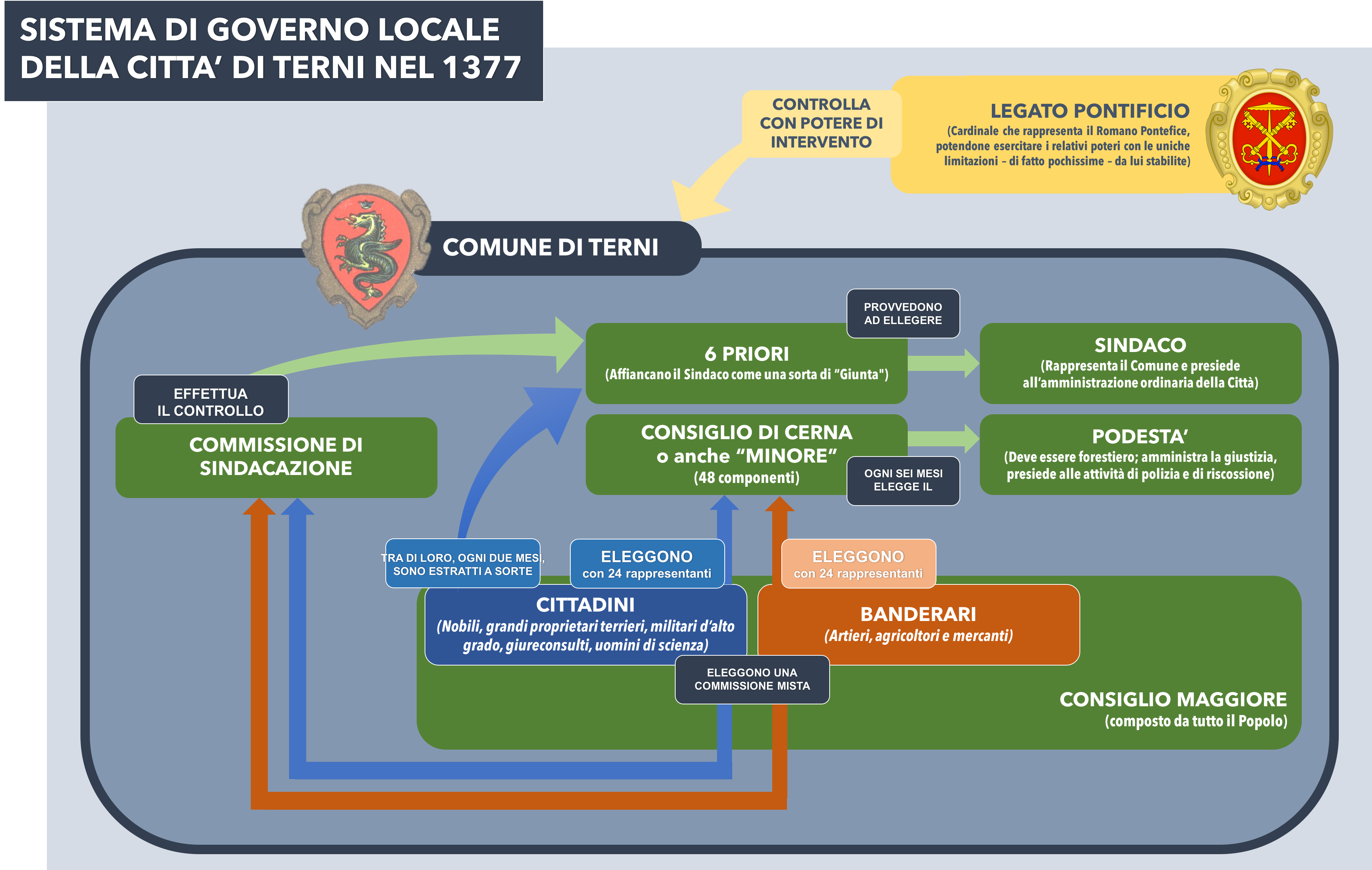
Sistema di governo del Comune di Terni nel 1377 (cioè dopo la reconquista pacificante del centro Italia da parte dell'Albornoz nel 1353)

I Banderari a Terni, come nel resto del Patrimonium Sancti Petri, furono istituiti dopo il ritorno dei Papi dalla Cattività avignonese; la loro funzione iniziale fu di natura soltanto militare, poiché avevano il compito, oltre che di difendere la città da nemici esterni, di sorvegliare che le fazioni politiche in lotta, cioè i guelfi e i ghibellini, non ricorressero più alle violenze del passato.
Nel giro di qualche decennio, però, i Banderari subirono modifiche al loro ruolo nella società del tempo. A Terni, alla fine del XIV secolo, la popolazione del Comune si articolava su due ceti principali: i Cittadini, composti di proprietari terrieri, famiglie di stirpe nobiliare, giureconsulti, militari di alto grado, uomini di scienza; i Banderari, in cui erano compresi artieri, agricoltori, mercanti. Anche se questa suddivisione non fosse molto rigida, un'istituzione neutrale, destinata alla conservazione dell'equilibrio e della pace sociale, era stata fatta diventare il partito della borghesia, contravvenendo alle Constitutiones Aegidianae.
Queste due classi partecipavano, con 24 loro rappresentanti ciascuna, alla formazione del Consiglio di Cerna, o Consiglio Minore, che era un organo deliberante su proposte formulate dai Priori o dai Banderari.
Il Consiglio Maggiore, cioè l'antica assemblea di tutto il popolo, aveva competenze esclusive sulle questioni di maggior rilevanza o in sostituzione del Consiglio di Cerna, quando questo si fosse dimostrato incerto sulle decisioni da prendere. Con le riforme istituzionali dell'Albornoz l'arengo fu sostituito dall'assemblea di 100 persone.
I Priori, in numero di 6, erano eletti, per estrazione, ogni due mesi, soltanto fra le file dei Cittadini e non dei Banderari; a loro volta i 6 Priori eleggevano il Sindaco, che rappresentava l'intero Comune nelle delibere amministrative e negli affari ordinari. Al termine del mandato, l'operato dei Priori era soggetto alla 'sindacazione' di una commissione, composta da Cittadini e Banderari, che aveva il compito di verificare se il comportamento tenuto e gli atti predisposti da costoro avevano arrecato danno alla comunità.

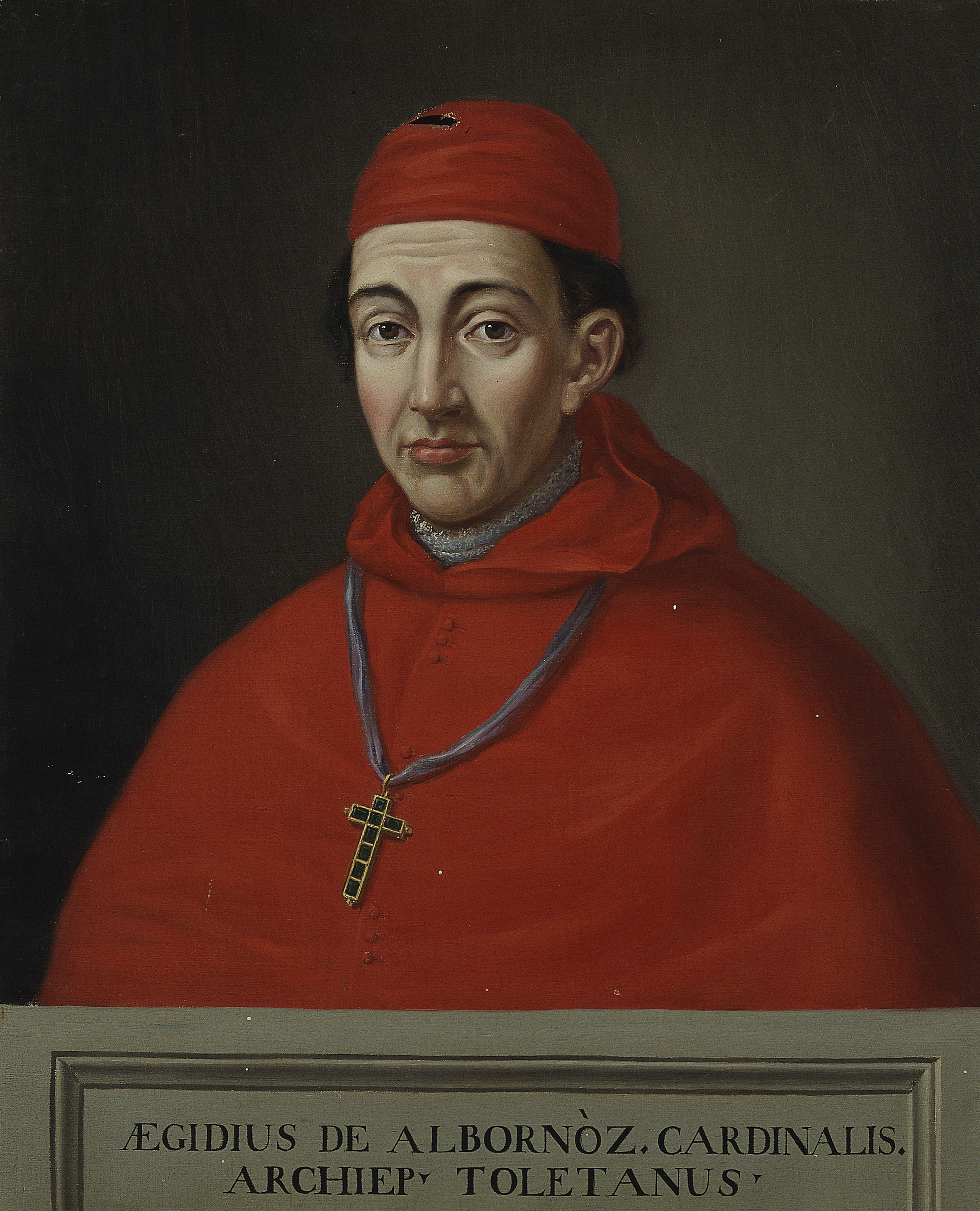
Egidio Albornoz

Il Podestà era eletto ogni 6 mesi dal Consiglio di Cerna, doveva essere forestiero e aveva il dovere di amministrare la giustizia, far rispettare i regolamenti comunali con un suo corpo di polizia e riscuotere le tasse cittadine. In teoria, era soggetto alla sua autorità qualsiasi illecito prodotto da amministratori, pubblici ufficiali o comuni cittadini.
Infine, fra le cariche minori, risultavano i Castellani delle cinque rocche che delimitavano il contado.
Nel 1387 fu elaborato un regolamento sulle funzioni e sull'elegibilità dei Banderari. Con esso fu stabilito che: ognuno dei 24 componenti doveva contare su 14 militi armati, i comandanti dovevano essere eletti ogni 6 mesi, potevano essere riconfermati per un massimo di 2 anni e avevano l'inderogabile compito di obbedire ai Priori e al Podestà. Come pubblici ufficiali erano immuni dalla tortura se avessero commesso delitti nell'esercizio della loro funzione, così come la pena per offese nei loro confronti era raddoppiata. Queste prerogative dei Banderari facevano sì che la parte di popolazione che si riconosceva in questa fazione godesse di obiettivi vantaggi sul resto dei concittadini.
Nel 1418 un breve di Papa Martino V stabilì che non potessero essere eletti, fra i Banderari, parenti di Banderari entro il terzo grado, fermo rimanendo che in numero di 24 non dovessero durare in carica più di 6 mesi. È evidente, in questo provvedimento, l'intenzione del Papa di limitare il nepotismo delle cariche pubbliche soltanto per l'ufficio dei Banderari.
Nel 1432 negli statuti comunali fu sancito che un terzo dei Priori fosse di parte guelfa e due terzi di parte ghibellina, mentre i Banderari e i Castellani dovevano essere soltanto di parte ghibellina. Inoltre, i Priori dovevano convocare il Consiglio di Cerna o il Consiglio Maggiore, fare proposte a costoro, collaborare con il Podestà, impiegare il denaro del Comune soltanto per l'interesse pubblico. Se questi provvedimenti furono presi allo scopo di bilanciare i privilegi dei Banderari non è dato di sapere, ma è sicuro che non rispettavano le disposizioni delle Constitutiones Aegidianae, ancora seconde soltanto alle Constitutiones papali, perché introducevano un principio politico nella selezione dei candidati a cariche pubbliche.
Nel 1440 fu stabilito che: i Priori risiedessero continuativamente nel palazzo comunale e fossero esentati da qualsiasi altro lavoro, il Consiglio di Cerna non potesse restare in carica oltre 1 anno, l'elezione dei Castellani, quindi di uomini esperti nell'esercizio delle armi, dovesse avvenire fra i Banderari e i Cittadini.
Nel 1524 la municipalità ternana decise di mettere le mani sull'insieme di carte riguardanti l'amministrazione comunale accumulate fino ad allora e di redigere uno statuto che raccogliesse in una serie di disposizioni chiare le norme che dovevano regolare la vita del Comune. Per motivi a noi ignoti il nuovo statuto comunale, approvato molto probabilmente senza il necessario avallo del popolo, registra un evidente sovvertimento delle regole precedenti, introducendo novità ancora più irrispettose delle Constitutiones Aegidianae e delle pregresse disposizioni papali. Il Consiglio di Cerna non è più formato automaticamente da 24 Cittadini e da 24 Banderari, ma da 48 persone la cui età minima è di 25 anni e il cui patrimonio accertato al catasto è superiore alle 100 libbre. Il Consiglio Generale risulta formato dai 6 Priori, dai 48 Consiglieri di Cerna e da 96 persone, scelte in numero di 2 da ognuno dei 48 Consiglieri di Cerna, fra coloro che hanno oltre 25 anni di età ed un patrimonio catastale accertato di almeno 50 libbre.

Queste risoluzioni indicano che l'appartenenza alle magistrature non avveniva più per distinzione di ceto o di fede politica o di ruolo funzionale, 

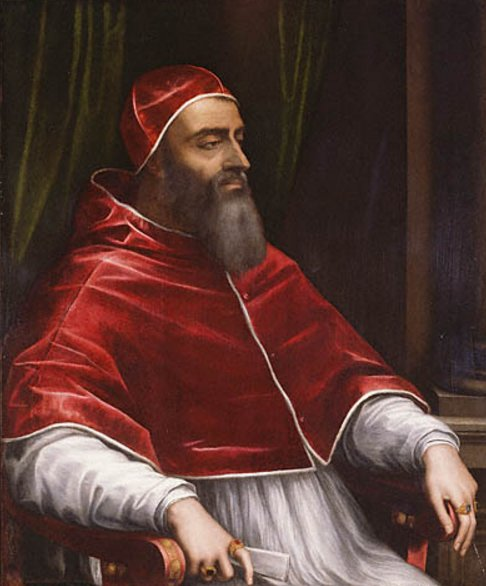
Papa Clemente VII

 ma per distinzione di possedimenti, prevalentemente fondiari. Il provvedimento ottenne, come risultato, che quelle attività che non comportavano l'accumulo di un capitale catastale erano automaticamente escluse dall'eleggibilità. Se si pensa che il numero dei poderi o delle mole disponibili ad essere acquistate - in un contado medio-grande come quello di Terni, che era assai gremito di mugnai - era più di cinquecento, un grande patrimonio. Papa Clemente VII sottoscrisse, senza batter ciglio, il nuovo statuto, nell'Ottobre del 1524.
Ma la macroscopica alterazione del precedente ordinamento non passò inosservata al Cardinale Mario Grimani, Legato a latere per l'Umbria, il quale con atto proprio, nel 1537, restituì piena legittimità all'istituto dei Banderari. Questo provvedimento, nella scala dei valori delle leggi, avrebbe dovuto portare ad una radicale modifica dello statuto, in quanto il breve di Clemente VII, ad esso accluso, non dava valore di Constitutio papale al medesimo. Ciò nonostante, la municipalità rimase sorda alle disposizioni del Legato e non modificò il modo di costituire il Consiglio di Cerna.
Nel 1544 il Cardinale Ascanio Parisiano, successore del Grimani, per ovviare alle gravi irregolarità vigenti nell'elezione dei Banderari e dei Priori, sentì il bisogno di ritornare sulla questione e di emanare delle disposizioni in merito: con i due terzi dei voti, i Priori e i Banderari in carica eleggevano quelli destinati a subentrare, con il limite che i Banderari, a differenza dei Priori, non avrebbero potuto eleggere un consanguineo fino al quarto grado di parentela né chi avesse ricoperto l'incarico entro i due anni.
Che cosa sia successo dopo le Constitutiones parisianae non è chiaro. Sappiamo che nel 1546 lo statuto cittadino fu ricopiato in bella copia da quello di due anni prima, senza che vi fossero apportate sostanziali modifiche.
Quindi, i Banderari erano stati esclusi dal Priorato, dal Consiglio di Cerna e dal vantaggio della famigliarità della carica, tutti privilegi, invece, non vietati ai Cittadini.

### La rivolta e la punizione
La notte del 22 agosto del 1564 sicari forestieri, e forse anche qualche mandante, si introdussero nelle case di alcune famiglie di Cittadini ed uccisero, a colpi di archibugio, adulti e bambini. Furono prese di mira la famiglia di Gabriele Ranieri, rappresentante della Camera Apostolica in Terni e congiunto di un Ranieri cameriere segreto di Papa Pio IV, la famiglia di Sisto Mazzancolli, già ambasciatore a Roma, la famiglia di Angelo Manassei e quella di Sidonio Gigli, due illustri casate da tempo solite a ricoprire le più alte magistrature del Comune. Dopo la strage, i sicari fuggirono tutti oltre confine, riparando nel contado di Firenze.
All'informativa dei Priori ternani rispose Monsignor Bosio, Governatore della Provincia dell'Umbria, che il giorno 24 si recò sul posto, accompagnato dall'Uditore Giacomo Pachini e da un inquirente, Cesare Balzelli. Costoro accertarono che fra i promotori della strage erano compresi individui di varia estrazione sociale, alcuni appartenenti ai Banderari, e che la causa di tutto questo misfatto era da attribuire al comportamento irresoluto delle autorità comunali nello stroncare le recidivanti violenze che altre volte avevano insanguinato la città.
I Priori mandarono lettere anche all'ambasciatore di Terni a Roma perché si facesse portavoce della gravità dell'accaduto presso la corte papale.
Papa Pio IV non rimase insensibile: inviò con pieni poteri, in qualità di Governatore e Commissario per Terni, Monsignor Monte dei Valenti di Trevi, con una nutrita scorta armata. Ebbe l'obbligo di: individuare i colpevoli, fossero essi mandanti o complici o autori materiali della strage, applicare la legge a suo piacimento, anche con pene più severe, fare in modo che per il futuro non potessero sorgere ulteriori discordie. 

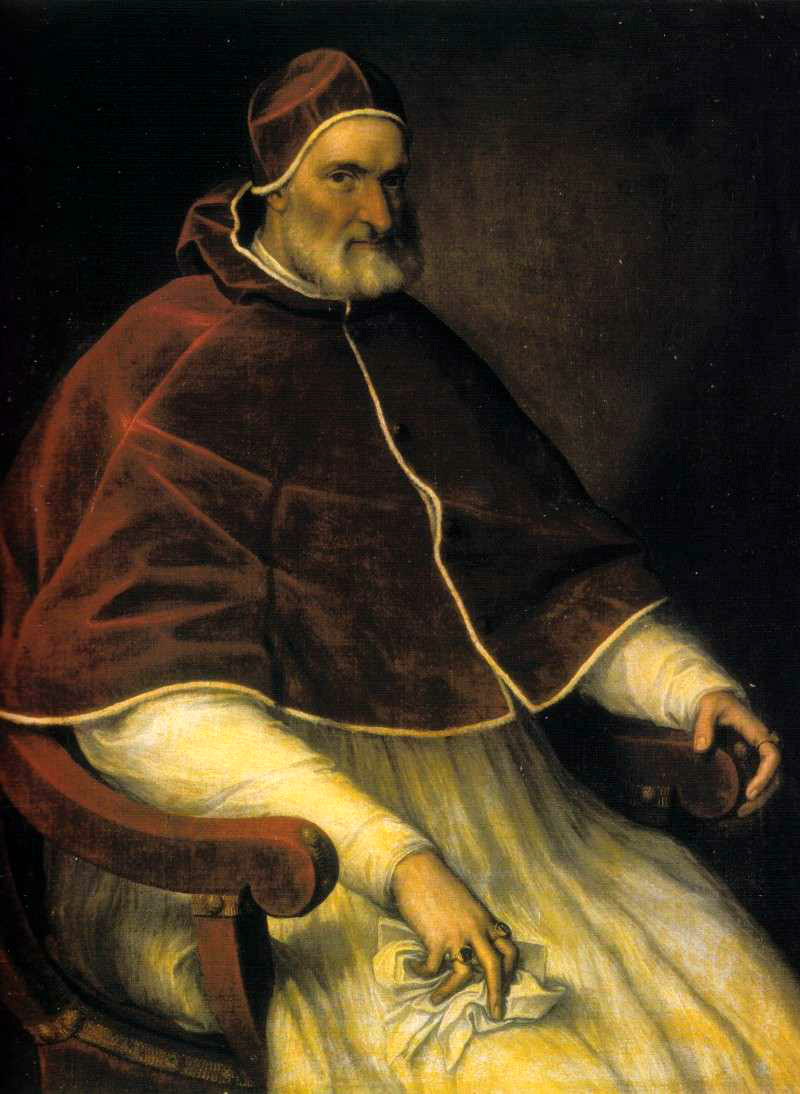
Papa Pio IV

L'azione di Monte dei Valenti fu durissima: riempì le carceri di Terni, Narni e, in parte, di Roma, liberò soltanto dietro una pesante cauzione i semplici sospettati, riuscì ad assicurare al patibolo i fuggitivi, confiscò i beni dei condannati e dei complici, la maggior parte Banderari, devastò i loro campi, demolì le loro case, fece appendere le teste dei decapitati sopra il portone del Palazzo del Governatore; Cipriano Piccolpasso le poté osservare ancora al loro posto un anno dopo.
Ma soprattutto avallò le conclusioni di Monsignor Bosio: il Comune avrebbe dovuto farsi carico di tutte le spese processuali, di mantenimento dell'apparato inquisitorio, delle opere di ricostruzione degli edifici abbattuti, di fortificazione di alcuni Palazzi del potere.

## Il Comune di Terni dopo la rivolta
Monte dei Valenti, però, andò oltre: il 26 dicembre 1564, riconoscendo che il contrasto di fondo era scoppiato fra il Consiglio di Cerna e i Banderari, stabilì la loro scomparsa dagli ordinamenti comunali e sostituì entrambi con i Pacifici, che in numero di 48 sarebbero stati estratti, ogni due anni, dai primi 144 estratti su 288 Consiglieri; i 48 Pacifici, poi, eleggevano il Sindaco. Dagli stessi 144 sarebbero stati estratti 4 Priori che avrebbero durato in carica 2 mesi. Non avrebbe potuto far parte dei Pacifici o dei Priori chi avesse avuto meno di 30 anni ed un reddito inferiore a 100 libbre catastali. Il ruolo di Consigliere era fatto ereditario o per linea diretta o per linea collaterale. I Priori, di comune accordo con il Governatore, avrebbero formulato le proposte per i Pacifici, ai quali sarebbe spettata l'approvazione finale. Tutti i nati e i dimoranti da lungo tempo in città sarebbero stati considerati cittadini, con pari dignità, tutti ammessi, con i limiti precedenti, al Consiglio Generale e alle magistrature locali.
In pratica, al di là di un apparente egualitarismo, Monte dei Valenti sancì tre principi fondamentali: il censo fondiario come base per accedere alle magistrature superiori, il nepotismo delle cariche pubbliche, la tutela del Governatore sulla comunità cittadina. I tentativi del cardinal Grimani e del cardinal Parisiano di ristabilire gli antichi equilibri furono definitivamente affossati.
Quando Monte dei Valenti emanò le sue disposizioni statutarie il Comune cittadino aveva già rinunciato alla sua autonomia, dandosi completamente alla Camera Apostolica, verso la quale aveva ancora un grosso debito nonostante avesse contratto prestiti ovunque ed avesse ceduto tutti i suoi beni. Nel 1599 fu ricreato il Consiglio di Cerna, ma l'istituto dei Banderari non fu più ristabilito.